# Liste der Naturdenkmale in Fischbach (bei Kaiserslautern)
Die Liste der Naturdenkmale in Fischbach nennt die im Gemeindegebiet von Fischbach ausgewiesenen Naturdenkmale (Stand 2. April 2013).

## Naturdenkmale
| Nr.         | Bezeichnung      | Lage                                                       | Beschreibung                            | Bild                                    |
| ----------- | ---------------- | ---------------------------------------------------------- | --------------------------------------- | --------------------------------------- |
| ND-7335-193 | Hindenburglinde  | nordwestlich des Ortes im Harztal Lage                     | Tilia sp.                               | Direkt Bild zu diesem Denkmal hochladen |
| ND-7335-194 | Blücherschanze   | nordöstlich des Ortes auf dem Großen Hetzelkopf Lage       | um 1800 angelegte Schanze               | Direkt Bild zu diesem Denkmal hochladen |
| ND-7335-195 | Fischerbrünnchen | nordöstlich des Ortes am Westhang des Großen Kienecks Lage | auch Fischbrunnen; gefasste Quelle      | Fotos hochladen                         |
| ND-7335-196 | Sieben-Brunnen   | östlich des Ortes im Langental Lage                        | gefasste Quelle mit sieben Bunnenröhren | mehr Fotos \| Fotos hochladen           |